# Ко се с’ нама дружи
Ко се с’ нама дружи је четврти студијски албум српског и ромског певача Џеја Рамадановског, издат 1991. године за Комуну.

## Списак песама
| №  | Назив                         | Трајање |  |
| 1. | Ко се с нама дружи            |         |  |
| 2. | Ни једне усне се не љубе саме |         |  |
| 3. | Још ме буде мисли луде        |         |  |
| 4. | Недеља                        |         |  |
| 5. | Угасила си ме                 |         |  |
| 6. | Лубеница                      |         |  |
| 7. | Да сам краљ                   |         |  |
| 8. | Бог истину ће рећи            |         |  |